# استخبارات جنائية
الاستخبارات الجنائية عبارة عن المعلومات التي يتم جمعها و/أو تحليلها و/أو نشرها في محاولة لتوقع أو منع أو مراقبة الأنشطة الجنائية.
وتعرف الشرطة العسكرية بجيش الولايات المتحدة الاستخبارات بشكل أكثر تفصيلاً: الاستخبارات الجنائية عبارة عن المعلومات التي يتم جمعها أو فحصها أو تحليلها أو تسجيلها/رفع تقارير بها ونشرها من خلال وكالات فرض القانون فيما يتعلق بأنواع الجرائم والمجرمين المحددين والمجموعات الجنائية المعروفة أو المشتبه بها.
وهي تفيد بشكل خاص عند التعامل مع الجريمة المنظمة. ويتم تطوير الاستخبارات الجنائية من خلال استخدام المراقبة والمخبرين والاستجواب والبحث، أو يمكن التقاطها من «الشارع» مباشرة من خلال ضباط الشرطة الفرديين.
وتحتوي بعض وكالات فرض القانون الأكبر حجمًا على إدارة أو قسم أو فرع مصمم خصيصًا لجمع المعلومات المختلفة وتطوير الاستخبارات الجنائية. ومن أكثر الطرق فاعلية لتطبيق الاستخبارات الجنائية تسجيل تلك الاستخبارات أولاً (من خلال تخزينها في نظام [حاسوبي) يمكن أن يتم البحث فيه عن معلومات محددة.

## الاستخدام في الجيش الأمريكي
الاستخبارات الجنائية: «CRIMINT هي نتيجة تجميع وتحليل وتفسير كل المعلومات المتاحة المتعلقة بالتهديدات الجنائية المعروفة والمحتملة ونقاط الضعف الموجودة لدى المنظمات المدعومة. وتعد وكالات فرض القانون في الجيش هي مندوب الاتصال الرئيسي بين الجيش وبين الوكالات الفيدرالية والخاصة بالولاية والمحلية وتلك الخاصة بالدولة المضيفة (HN) من أجل تبادل الاستخبارات الشرطية. فهي تقوم بتجميع الاستخبارات الجنائية (CRIMINT) والاستخبارات البشرية (HUMINT) في إطار البنود السارية للتشريعات واللوائح السارية. وتمتلك وكالات فرض القانون الخاصة بالجيش القدرة على تحليل ونشر المعلومات الحساسة زمنيًا التي يتم جمعها فيما يتعلق بتهديد جنائي يهدد مصالح الجيش. ولا يمكن المبالغة فيما يتعلق بأهمية تلك المعلومات، فهي لا تفيد أغراض التحقيقات الشرطية فقط، بل إنها تساهم كذلك في تطوير إجراءات مضادة لحماية أفراد الجيش ومواده ومعلوماته وغير ذلك من الموارد.» (1)

## عملية الاستخبارات الجنائية
عملية الاستخبارات الجنائية عبارة عن نتائج الاستخبارات الفعالة من مجموعة من الأنشطة المتعلقة ببعضها البعض. وتعد عملية الاستخبارات عملية مستمرة لتجميع وتحويل البيانات إلى منتجات استخباراتية يمكن دمجها في العمليات. وتتكون العملية من العديد من المراحل التي تشتمل على التقييم والملاحظة المستمرة في كل مرحلة وفي نهاية العملية. ومن خلال إجراء تعديل بسيط بإضافة «رفع التقارير» إلى المرحلة الثانية، يوضع النص التالي عملية الاستخبارات كما هو موضح في لوائح الجيش (AR) 525-13.
- التخطيط والتوجيه للاستخبارات الجنائية.
- تجميع الاستخبارات الجنائية ورفع تقارير بشأنها.
- معالجة الاستخبارات الجنائية.
- التحليل والإنتاج.
- النشر والتكامل. (2)

(1)، (2) «FM 3-19.13 تحقيقات فرض القانون»

## تحليل الاستخبارات الجنائية
تنظر الجهات التي تتولى فرض القانون إلى تحليل الاستخبارات الجنائية على أنها أداة داعمة مفيدة على مدار أكثر من خمس وعشرين سنة، ويتم استخدامها بشكل ناجح في إطار المجتمع الدولي. ومن بين المنظمات الدولية، مثل الشرطة الدولية (INTERPOL) والشرطة الأوروبية (EUROPOL) والمحكمة الجنائية الدولية ليوغسلافيا السابقة (ICTY)، وفي حين أنه توجد العديد من التعريفات لتحليل الاستخبارات الجنائية المستخدمة في مختلف أرجاء العالم، فإن التعريف المتفق عليه في يونيو من عام 1992 من خلال المجموعة الدولية المكونة من 12 دولة أوروبية عضوًا في الشرطة الدولية، وبالتالي، تم تبني هذا التعريف من قبل الدول الأخرى، كما يلي:
تحديد وتوفير الرؤى فيما يتعلق بالعلاقة بين بيانات الجرائم وغيرها من البيانات المحتمل أن تكون ذات صلة، فيما يتعلق بالشرطة والممارسة القضائية.
وبالتالي، فإن الاستخبارات الجنائية تكون عبارة عن تطبيق أكثر كثافة أو تحديدًا تجاه التحقيقات مقارنة بـ علم الجريمة.